# Sortelung
Sortelung es un pequeño pueblo en la región de Syddanmark (sur de Dinamarca), de la isla danesa de Fionia. Se encuentra cerca de Nørre Lyndelse y al sur de la ciudad de Odense.
El pueblo es la sede de la organización regional del Comité Internacional de la Cruz Roja.

## Personas notables
Sortelung es famoso porque allí nació Carl Nielsen (1865 - 1931), compositor, director de orquesta y violinista danés. Nielsen describió su infancia en su autobiografía Min Fynske Barndom (Mi infancia en Fionia), publicada en 1927.